# カルネ (映画)
『カルネ』（原題：Carne）は、ギャスパー・ノエが監督・脚本を務めた1991年のフランス映画。

## ストーリー
馬肉店を営む男は口がきけない娘と2人暮らし。ある日、娘が初潮を迎え、彼女の服に付いた血を見た男は娘が暴行を受けたと勘違いして、衝動的に店を飛び出す。男は無関係の男を刃物で刺してしまい投獄される。
刑期を終えた男はバーで働き、女店主と関係を持つ。女店主が妊娠し、田舎で新しい人生を送ろうと男に提案する。男は娘を訪ねるが、彼女は一言も喋らない。男と女店主は車で街を後にする。

## キャスト
- フィリップ・ナオン
- ブランディーヌ・ルノワール
- フランキー・バン
- エレーヌ・テステュ

## スタッフ
- 監督：ギャスパー・ノエ
- 脚本：ギャスパー・ノエ
- 撮影：ドミニク・コリン